# Johann Qvirsfeld
Johann Qvirsfeld, född 22 juli 1642 i Dresden, död 18 juni 1686 i Pirna. Kantor och ärkediakon i Pirna, Sachsen. Författade psalmer och en andaktsbok. Han finns representerad i Den svenska psalmboken 1986 med originaltexten till ett verk (nr 142). I 1819 års psalmbok fanns den med som nummer 92 med titelraden Skåder, skåder här nu alle, dessutom tre ytterligare psalmer medtagna av honom (nr 84, 179 samt 456). Alla psalmerna översattes av Andreas Petri Amnelius.

## Psalmer
- Far din väg, du onda värld (1695 nr 271, 1819 som nr 456) Finns på Wikisource.
- Min Frälsare, vad själave (1695 nr 155, 1819 och 1937 nr 84) skriven 1682 översatt 1690. Finns på Wikisource.
- O du bittra sorgekälla (1695 nr 259, 1819 nr 179, 1937 nr 277) skriven 1682 översatt 1690. Finns på Wikisource.
- Skåda, skåda nu här alla (1695 nr 156, 1937 nr 92, 1986 nr 142) skriven 1682 översatt 1690.